# Lista över fornlämningar i Strömstads kommun (Hogdal)
Lista över fornlämningar i Strömstads kommun (Hogdal) är en förteckning av ett urval av de fornlämningar som finns i Hogdal i Strömstads kommun.
| Namn                                   | Lämningstyp                 | Tillkomsttid | Historisk indelning | Plats | Läge                 | ID-nr          | Bild                                      |
| -------------------------------------- | --------------------------- | ------------ | ------------------- | ----- | -------------------- | -------------- | ----------------------------------------- |
| Sundsborg (Hogdal 1:1)                 | Fästning/skans              |              | Hogdal, Bohuslän    |       | 59.092638, 11.266210 | 10155300010001 | Ladda upp en bild av detta fornminne      |
| Hogdal 4:1                             | Röse                        |              | Hogdal, Bohuslän    |       | 59.089895, 11.240511 | 10155300040001 | Ladda upp en bild av detta fornminne      |
| Hogdal 5:1                             | Röse                        |              | Hogdal, Bohuslän    |       | 59.091893, 11.246592 | 10155300050001 | Ladda upp en bild av detta fornminne      |
| Hogdal 6:1                             | Röse                        |              | Hogdal, Bohuslän    |       | 59.086188, 11.230986 | 10155300060001 | Ladda upp en bild av detta fornminne      |
| Hogdal 7:1                             | Röse                        |              | Hogdal, Bohuslän    |       | 59.078254, 11.194194 | 10155300070001 | Ladda upp en bild av detta fornminne      |
| Hogdal 8:1                             | Röse                        |              | Hogdal, Bohuslän    |       | 59.073503, 11.192956 | 10155300080001 | Ladda upp en bild av detta fornminne      |
| Hogdal 9:1                             | Röse                        |              | Hogdal, Bohuslän    |       | 59.076501, 11.197475 | 10155300090001 | Ladda upp en bild av detta fornminne      |
| Hogdal 10:1                            | Röse                        |              | Hogdal, Bohuslän    |       | 59.076723, 11.208192 | 10155300100001 | Ladda upp en bild av detta fornminne      |
| Hogdal 11:1                            | Stensättning                |              | Hogdal, Bohuslän    |       | 59.079338, 11.212392 | 10155300110001 | Ladda upp en bild av detta fornminne      |
| Hogdal 16:1                            | Röse                        |              | Hogdal, Bohuslän    |       | 59.064032, 11.189793 | 10155300160001 | Ladda upp en bild av detta fornminne      |
| Hogdal 17:1                            | Röse                        |              | Hogdal, Bohuslän    |       | 59.064626, 11.190202 | 10155300170001 | Ladda upp en bild av detta fornminne      |
| Hogdal 17:2                            | Stensättning                |              | Hogdal, Bohuslän    |       | 59.064377, 11.189876 | 10155300170002 | Ladda upp en bild av detta fornminne      |
| Hogdal 21:1                            | Stensättning                |              | Hogdal, Bohuslän    |       | 59.072968, 11.225634 | 10155300210001 | Ladda upp en bild av detta fornminne      |
| Hogdal 22:1                            | Stensättning                |              | Hogdal, Bohuslän    |       | 59.071352, 11.226933 | 10155300220001 | Ladda upp en bild av detta fornminne      |
| Hogdal 23:1                            | Röse                        |              | Hogdal, Bohuslän    |       | 59.076815, 11.234947 | 10155300230001 | Ladda upp en bild av detta fornminne      |
| Hogdal 26:1                            | Stenkammargrav              |              | Hogdal, Bohuslän    |       | 59.073948, 11.273605 | 10155300260001 | Ladda upp en bild av detta fornminne      |
| Hogdal 32:1                            | Gravfält                    |              | Hogdal, Bohuslän    |       | 59.073148, 11.239234 | 10155300320001 | Ladda upp en bild av detta fornminne      |
| Hogdal 33:1                            | Röse                        |              | Hogdal, Bohuslän    |       | 59.071738, 11.239789 | 10155300330001 | Ladda upp en bild av detta fornminne      |
| Hogdal 34:1                            | Röse                        |              | Hogdal, Bohuslän    |       | 59.073110, 11.247062 | 10155300340001 | Ladda upp en bild av detta fornminne      |
| Hogdal 35:1                            | Röse                        |              | Hogdal, Bohuslän    |       | 59.066226, 11.236397 | 10155300350001 | Ladda upp en bild av detta fornminne      |
| Hogdal 36:1                            | Stensättning                |              | Hogdal, Bohuslän    |       | 59.067737, 11.238840 | 10155300360001 | Ladda upp en bild av detta fornminne      |
| Hogdal 36:2                            | Stensättning                |              | Hogdal, Bohuslän    |       | 59.067863, 11.239046 | 10155300360002 | Ladda upp en bild av detta fornminne      |
| Hogdal 37:1                            | Röse                        |              | Hogdal, Bohuslän    |       | 59.068333, 11.240734 | 10155300370001 | Ladda upp en bild av detta fornminne      |
| Hogdal 40:1                            | Stensättning                |              | Hogdal, Bohuslän    |       | 59.065225, 11.257240 | 10155300400001 | Ladda upp en bild av detta fornminne      |
| Hogdal 41:1                            | Röse                        |              | Hogdal, Bohuslän    |       | 59.066145, 11.228230 | 10155300410001 | Ladda upp en bild av detta fornminne      |
| Hogdal 42:1                            | Röse                        |              | Hogdal, Bohuslän    |       | 59.066020, 11.220280 | 10155300420001 | Ladda upp en bild av detta fornminne      |
| Hogdal 43:1                            | Röse                        |              | Hogdal, Bohuslän    |       | 59.064755, 11.221800 | 10155300430001 | Ladda upp en bild av detta fornminne      |
| Hogdal 44:1                            | Röse                        |              | Hogdal, Bohuslän    |       | 59.061497, 11.234643 | 10155300440001 | Ladda upp en bild av detta fornminne      |
| Hogdal 47:1                            | Röse                        |              | Hogdal, Bohuslän    |       | 59.054072, 11.233963 | 10155300470001 | Ladda upp en bild av detta fornminne      |
| Hogdal 48:1                            | Stenkrets                   |              | Hogdal, Bohuslän    |       | 59.052080, 11.238171 | 10155300480001 | Ladda upp en bild av detta fornminne      |
| Hogdal 48:2                            | Stenkrets                   |              | Hogdal, Bohuslän    |       | 59.051949, 11.238472 | 10155300480002 | Ladda upp en bild av detta fornminne      |
| Hogdal 49:1                            | Röse                        |              | Hogdal, Bohuslän    |       | 59.051655, 11.240792 | 10155300490001 | Ladda upp en bild av detta fornminne      |
| Hogdal 50:1                            | Röse                        |              | Hogdal, Bohuslän    |       | 59.052728, 11.224103 | 10155300500001 | Ladda upp en bild av detta fornminne      |
| Hogdal 53:1                            | Stensättning                |              | Hogdal, Bohuslän    |       | 59.056847, 11.209390 | 10155300530001 | Ladda upp en bild av detta fornminne      |
| Hogdal 56:1                            | Stensättning                |              | Hogdal, Bohuslän    |       | 59.048414, 11.202628 | 10155300560001 | Ladda upp en bild av detta fornminne      |
| Hogdal 57:1                            | Stensättning                |              | Hogdal, Bohuslän    |       | 59.048868, 11.201102 | 10155300570001 | Ladda upp en bild av detta fornminne      |
| Hogdal 58:1                            | Gravfält                    |              | Hogdal, Bohuslän    |       | 59.046426, 11.206690 | 10155300580001 | Ladda upp en bild av detta fornminne      |
| Hogdal 61:1                            | Röse                        |              | Hogdal, Bohuslän    |       | 59.032700, 11.142093 | 10155300610001 | Ladda upp en bild av detta fornminne      |
| Hogdal 62:1                            | Stensättning                |              | Hogdal, Bohuslän    |       | 59.049589, 11.249868 | 10155300620001 | Ladda upp en bild av detta fornminne      |
| Hogdal 62:2                            | Stensättning                |              | Hogdal, Bohuslän    |       | 59.049306, 11.249775 | 10155300620002 | Ladda upp en bild av detta fornminne      |
| Hogdal 63:1                            | Röse                        |              | Hogdal, Bohuslän    |       | 59.049285, 11.262008 | 10155300630001 | Ladda upp en bild av detta fornminne      |
| Hogdal 64:1                            | Röse                        |              | Hogdal, Bohuslän    |       | 59.045147, 11.260398 | 10155300640001 | Ladda upp en bild av detta fornminne      |
| Hogdal 65:1                            | Röse                        |              | Hogdal, Bohuslän    |       | 59.044859, 11.266542 | 10155300650001 | Ladda upp en bild av detta fornminne      |
| Hogdal 66:1                            | Röse                        |              | Hogdal, Bohuslän    |       | 59.044286, 11.264348 | 10155300660001 | Ladda upp en bild av detta fornminne      |
| Hogdal 66:2                            | Röse                        |              | Hogdal, Bohuslän    |       | 59.044704, 11.264663 | 10155300660002 | Ladda upp en bild av detta fornminne      |
| Hattfursrös (Hogdal 70:1)              | Röse                        |              | Hogdal, Bohuslän    |       | 59.038119, 11.222115 | 10155300700001 | Ladda upp en bild av detta fornminne      |
| Hogdal 71:1                            | Röse                        |              | Hogdal, Bohuslän    |       | 59.037390, 11.208665 | 10155300710001 | Ladda upp en bild av detta fornminne      |
| Hogdal 72:1                            | Röse                        |              | Hogdal, Bohuslän    |       | 59.036439, 11.210359 | 10155300720001 | Ladda upp en bild av detta fornminne      |
| Hogdal 72:2                            | Röse                        |              | Hogdal, Bohuslän    |       | 59.036524, 11.210852 | 10155300720002 | Ladda upp en bild av detta fornminne      |
| Hogdal 76:1                            | Röse                        |              | Hogdal, Bohuslän    |       | 59.021531, 11.142728 | 10155300760001 | Ladda upp en bild av detta fornminne      |
| Hogdal 77:1                            | Röse                        |              | Hogdal, Bohuslän    |       | 59.003704, 11.126421 | 10155300770001 | Ladda upp en bild av detta fornminne      |
| Hogdal 77:2                            | Stensättning                |              | Hogdal, Bohuslän    |       | 59.003768, 11.126226 | 10155300770002 | Ladda upp en bild av detta fornminne      |
| Hogdal 79:1                            | Röse                        |              | Hogdal, Bohuslän    |       | 59.004748, 11.125021 | 10155300790001 | Ladda upp en bild av detta fornminne      |
| Hogdal 79:2                            | Stensättning                |              | Hogdal, Bohuslän    |       | 59.004993, 11.124846 | 10155300790002 | Ladda upp en bild av detta fornminne      |
| Hogdal 79:3                            | Röse                        |              | Hogdal, Bohuslän    |       | 59.005174, 11.124645 | 10155300790003 | Ladda upp en bild av detta fornminne      |
| Hogdal 82:1                            | Röse                        |              | Hogdal, Bohuslän    |       | 59.005452, 11.123445 | 10155300820001 | Ladda upp en bild av detta fornminne      |
| Hogdal 82:2                            | Röse                        |              | Hogdal, Bohuslän    |       | 59.005800, 11.123369 | 10155300820002 | Ladda upp en bild av detta fornminne      |
| Hogdal 84:1                            | Röse                        |              | Hogdal, Bohuslän    |       | 59.006478, 11.123916 | 10155300840001 | Ladda upp en bild av detta fornminne      |
| Hogdal 85:1                            | Röse                        |              | Hogdal, Bohuslän    |       | 59.022425, 11.178976 | 10155300850001 | Ladda upp en bild av detta fornminne      |
| Hogdal 85:2                            | Röse                        |              | Hogdal, Bohuslän    |       | 59.022507, 11.179697 | 10155300850002 | Ladda upp en bild av detta fornminne      |
| Hogdal 87:1                            | Gravfält                    |              | Hogdal, Bohuslän    |       | 59.021491, 11.176660 | 10155300870001 | Ladda upp en bild av detta fornminne      |
| Hogdal 91:1                            | Röse                        |              | Hogdal, Bohuslän    |       | 59.020014, 11.176410 | 10155300910001 | Ladda upp en bild av detta fornminne      |
| Hogdal 91:2                            | Röse                        |              | Hogdal, Bohuslän    |       | 59.020225, 11.175561 | 10155300910002 | Ladda upp en bild av detta fornminne      |
| Hogdal 93:1                            | Stensättning                |              | Hogdal, Bohuslän    |       | 59.021213, 11.173152 | 10155300930001 | Ladda upp en bild av detta fornminne      |
| Hogdal 93:2                            | Stensättning                |              | Hogdal, Bohuslän    |       | 59.021057, 11.172826 | 10155300930002 | Ladda upp en bild av detta fornminne      |
| Hogdal 93:4                            | Stensättning                |              | Hogdal, Bohuslän    |       | 59.021106, 11.173412 | 10155300930004 | Ladda upp en bild av detta fornminne      |
| Hogdal 95:1                            | Röse                        |              | Hogdal, Bohuslän    |       | 59.015799, 11.156514 | 10155300950001 | Ladda upp en bild av detta fornminne      |
| Kämpastenarna (Hogdal 100:1)           | Stenkammargrav              |              | Hogdal, Bohuslän    |       | 59.013652, 11.185401 | 10155301000001 | Ladda upp en bild av detta fornminne      |
| Hogdal 102:1                           | Röse                        |              | Hogdal, Bohuslän    |       | 59.009475, 11.179010 | 10155301020001 | Ladda upp en bild av detta fornminne      |
| Hogdal 103:1                           | Stensättning                |              | Hogdal, Bohuslän    |       | 59.011317, 11.171607 | 10155301030001 | Ladda upp en bild av detta fornminne      |
| Hogdal 105:1                           | Stensättning                |              | Hogdal, Bohuslän    |       | 59.006169, 11.167028 | 10155301050001 | Ladda upp en bild av detta fornminne      |
| Hogdal 105:2                           | Grav markerad av sten/block |              | Hogdal, Bohuslän    |       | 59.006298, 11.166870 | 10155301050002 | Ladda upp en bild av detta fornminne      |
| Hogdal 108:1                           | Stenkrets                   |              | Hogdal, Bohuslän    |       | 59.006475, 11.164440 | 10155301080001 | Ladda upp en bild av detta fornminne      |
| Hogdal 109:1                           | Röse                        |              | Hogdal, Bohuslän    |       | 59.022283, 11.192386 | 10155301090001 | Ladda upp en bild av detta fornminne      |
| Hogdal 110:1                           | Röse                        |              | Hogdal, Bohuslän    |       | 59.021044, 11.205576 | 10155301100001 | Ladda upp en bild av detta fornminne      |
| Hogdal 111:1                           | Stenkammargrav              |              | Hogdal, Bohuslän    |       | 59.014456, 11.201417 | 10155301110001 | Ladda upp en bild av detta fornminne      |
| Hogdal 112:1                           | Stensättning                |              | Hogdal, Bohuslän    |       | 59.011342, 11.196825 | 10155301120001 | Ladda upp en bild av detta fornminne      |
| Hogdal 114:1                           | Röse                        |              | Hogdal, Bohuslän    |       | 59.000896, 11.187860 | 10155301140001 | Ladda upp en bild av detta fornminne      |
| Hogdal 117:1                           | Stensättning                |              | Hogdal, Bohuslän    |       | 59.022301, 11.225047 | 10155301170001 | Ladda upp en bild av detta fornminne      |
| Hogdal 118:1                           | Röse                        |              | Hogdal, Bohuslän    |       | 59.015310, 11.218394 | 10155301180001 | Ladda upp en bild av detta fornminne      |
| Hogdal 120:1                           | Stensättning                |              | Hogdal, Bohuslän    |       | 59.013033, 11.217628 | 10155301200001 | Ladda upp en bild av detta fornminne      |
| Hogdal 122:1                           | Hög                         |              | Hogdal, Bohuslän    |       | 59.014595, 11.212862 | 10155301220001 | Ladda upp en bild av detta fornminne      |
| Hogdal 126:1                           | Fornborg                    |              | Hogdal, Bohuslän    |       | 59.006171, 11.209222 | 10155301260001 | Ladda upp en bild av detta fornminne      |
| Hogdal 127:1                           | Röse                        |              | Hogdal, Bohuslän    |       | 59.000787, 11.158321 | 10155301270001 | Ladda upp en bild av detta fornminne      |
| Hogdal 127:2                           | Röse                        |              | Hogdal, Bohuslän    |       | 59.001085, 11.158104 | 10155301270002 | Ladda upp en bild av detta fornminne      |
| Hogdal 130:1                           | Röse                        |              | Hogdal, Bohuslän    |       | 58.996933, 11.159224 | 10155301300001 | Ladda upp en bild av detta fornminne      |
| Hogdal 131:1                           | Röse                        |              | Hogdal, Bohuslän    |       | 58.998506, 11.170254 | 10155301310001 | Ladda upp en bild av detta fornminne      |
| Hogdal 131:2                           | Röse                        |              | Hogdal, Bohuslän    |       | 58.998587, 11.170469 | 10155301310002 | Ladda upp en bild av detta fornminne      |
| Hogdal 132:1                           | Röse                        |              | Hogdal, Bohuslän    |       | 58.988863, 11.122653 | 10155301320001 | Ladda upp en bild av detta fornminne      |
| Hogdal 132:2                           | Fiskeläge                   |              | Hogdal, Bohuslän    |       | 58.988993, 11.122512 | 10155301320002 | Ladda upp en bild av detta fornminne      |
| Hogdal 136:1                           | Röse                        |              | Hogdal, Bohuslän    |       | 59.002562, 11.233846 | 10155301360001 | Ladda upp en bild av detta fornminne      |
| Hogdal 138:1                           | Röse                        |              | Hogdal, Bohuslän    |       | 58.995327, 11.149471 | 10155301380001 | Ladda upp en bild av detta fornminne      |
| Hogdal 139:1                           | Gravfält                    |              | Hogdal, Bohuslän    |       | 59.041231, 11.203672 | 10155301390001 | Ladda upp en bild av detta fornminne      |
| Hogdal 144:1                           | Stensättning                |              | Hogdal, Bohuslän    |       | 59.096906, 11.272981 | 10155301440001 | Ladda upp en bild av detta fornminne      |
| Hogdal 146:1                           | Stensättning                |              | Hogdal, Bohuslän    |       | 59.016730, 11.156851 | 10155301460001 | Ladda upp en bild av detta fornminne      |
| Hogdal 148:1                           | Stensättning                |              | Hogdal, Bohuslän    |       | 59.062419, 11.153442 | 10155301480001 | Ladda upp en bild av detta fornminne      |
| Hogdal 148:2                           | Röse                        |              | Hogdal, Bohuslän    |       | 59.062110, 11.152874 | 10155301480002 | Ladda upp en bild av detta fornminne      |
| Hogdal 151:1                           | Stensättning                |              | Hogdal, Bohuslän    |       | 59.074232, 11.194600 | 10155301510001 | Ladda upp en bild av detta fornminne      |
| Sundsborg (Hogdal 152:1)               | Fästning/skans              |              | Hogdal, Bohuslän    |       | 59.093051, 11.267617 | 10155301520001 | Ladda upp en bild av detta fornminne      |
| Sundsborg (Hogdal 153:1)               | Fästning/skans              |              | Hogdal, Bohuslän    |       | 59.092615, 11.268782 | 10155301530001 | Ladda upp en bild av detta fornminne      |
| Sundsborg (Hogdal 154:1)               | Fästning/skans              |              | Hogdal, Bohuslän    |       | 59.093524, 11.272105 | 10155301540001 | Ladda upp en bild av detta fornminne      |
| Sundsborg (Hogdal 155:1)               | Fästning/skans              |              | Hogdal, Bohuslän    |       | 59.094788, 11.274148 | 10155301550001 | Ladda upp en till bild av detta fornminne |
| Hogdal 158:1                           | Stensättning                |              | Hogdal, Bohuslän    |       | 59.065069, 11.221154 | 10155301580001 | Ladda upp en bild av detta fornminne      |
| Hogdal 160:1                           | Röse                        |              | Hogdal, Bohuslän    |       | 59.071687, 11.216580 | 10155301600001 | Ladda upp en bild av detta fornminne      |
| Hogdal 161:1                           | Röse                        |              | Hogdal, Bohuslän    |       | 59.075577, 11.224206 | 10155301610001 | Ladda upp en bild av detta fornminne      |
| Hogdal 164:1                           | Stensättning                |              | Hogdal, Bohuslän    |       | 59.067353, 11.236648 | 10155301640001 | Ladda upp en bild av detta fornminne      |
| Hogdal 165:1                           | Fornborg                    |              | Hogdal, Bohuslän    |       | 59.063211, 11.231831 | 10155301650001 | Ladda upp en bild av detta fornminne      |
| Hogdal 166:1                           | Stensättning                |              | Hogdal, Bohuslän    |       | 59.072327, 11.236614 | 10155301660001 | Ladda upp en bild av detta fornminne      |
| Hogdal 167:1                           | Stensättning                |              | Hogdal, Bohuslän    |       | 59.070828, 11.233016 | 10155301670001 | Ladda upp en bild av detta fornminne      |
| Hogdal 167:2                           | Stensättning                |              | Hogdal, Bohuslän    |       | 59.070914, 11.233334 | 10155301670002 | Ladda upp en bild av detta fornminne      |
| Hogdal 168:1                           | Hög                         |              | Hogdal, Bohuslän    |       | 59.057367, 11.211576 | 10155301680001 | Ladda upp en bild av detta fornminne      |
| Hogdal 168:2                           | Hög                         |              | Hogdal, Bohuslän    |       | 59.057417, 11.211899 | 10155301680002 | Ladda upp en bild av detta fornminne      |
| Hogdal 169:1                           | Stensättning                |              | Hogdal, Bohuslän    |       | 59.059905, 11.204689 | 10155301690001 | Ladda upp en bild av detta fornminne      |
| Hogdal 170:1                           | Stensättning                |              | Hogdal, Bohuslän    |       | 59.046027, 11.205819 | 10155301700001 | Ladda upp en bild av detta fornminne      |
| Hogdal 171:1                           | Röse                        |              | Hogdal, Bohuslän    |       | 59.041815, 11.202953 | 10155301710001 | Ladda upp en bild av detta fornminne      |
| Hogdal 172:1                           | Stensättning                |              | Hogdal, Bohuslän    |       | 59.045740, 11.205028 | 10155301720001 | Ladda upp en bild av detta fornminne      |
| Hogdal 173:1                           | Stensättning                |              | Hogdal, Bohuslän    |       | 59.047944, 11.208069 | 10155301730001 | Ladda upp en bild av detta fornminne      |
| Hogdal 174:1                           | Stensättning                |              | Hogdal, Bohuslän    |       | 59.044651, 11.204213 | 10155301740001 | Ladda upp en bild av detta fornminne      |
| Hogdal 174:2                           | Stensättning                |              | Hogdal, Bohuslän    |       | 59.044474, 11.204260 | 10155301740002 | Ladda upp en bild av detta fornminne      |
| Hogdal 174:3                           | Stensättning                |              | Hogdal, Bohuslän    |       | 59.044343, 11.204351 | 10155301740003 | Ladda upp en bild av detta fornminne      |
| Hogdal 176:1                           | Stensättning                |              | Hogdal, Bohuslän    |       | 59.054933, 11.223704 | 10155301760001 | Ladda upp en bild av detta fornminne      |
| Hogdal 177:1                           | Stensättning                |              | Hogdal, Bohuslän    |       | 59.071938, 11.235962 | 10155301770001 | Ladda upp en bild av detta fornminne      |
| Hogdal 181:2                           | Begravningsplats            |              | Hogdal, Bohuslän    |       | 59.069066, 11.200888 | 10155301810002 | Ladda upp en bild av detta fornminne      |
| Sundsborg (Hogdal 182:1)               | Fästning/skans              |              | Hogdal, Bohuslän    |       | 59.094201, 11.272585 | 10155301820001 | Ladda upp en bild av detta fornminne      |
| Sundsborg (Hogdal 183:1)               | Fästning/skans              |              | Hogdal, Bohuslän    |       | 59.093970, 11.270677 | 10155301830001 | Ladda upp en bild av detta fornminne      |
| Sundsborg (Hogdal 186:1)               | Fästning/skans              |              | Hogdal, Bohuslän    |       | 59.093074, 11.265376 | 10155301860001 | Ladda upp en bild av detta fornminne      |
| Sundsborg (Hogdal 187:1)               | Fästning/skans              |              | Hogdal, Bohuslän    |       | 59.094502, 11.265530 | 10155301870001 | Ladda upp en bild av detta fornminne      |
| Sundsborg (Hogdal 188:1)               | Fästning/skans              |              | Hogdal, Bohuslän    |       | 59.095183, 11.265300 | 10155301880001 | Ladda upp en bild av detta fornminne      |
| Sundsborg Carlsport (Hogdal 190:1)     | Fästning/skans              |              | Hogdal, Bohuslän    |       | 59.093753, 11.265014 | 10155301900001 | Ladda upp en bild av detta fornminne      |
| Hogdal 192:1                           | Hällristning                |              | Hogdal, Bohuslän    |       | 59.062414, 11.207908 | 10155301920001 | Ladda upp en bild av detta fornminne      |
| Hogdal 193:1                           | Hällristning                |              | Hogdal, Bohuslän    |       | 59.069163, 11.221176 | 10155301930001 | Ladda upp en bild av detta fornminne      |
| Hogdal 193:2                           | Hällristning                |              | Hogdal, Bohuslän    |       | 59.069104, 11.221465 | 10155301930002 | Ladda upp en bild av detta fornminne      |
| Hogdal 194:1                           | Hällristning                |              | Hogdal, Bohuslän    |       | 59.062183, 11.204713 | 10155301940001 | Ladda upp en bild av detta fornminne      |
| Hogdal 195:1                           | Hällristning                |              | Hogdal, Bohuslän    |       | 59.064118, 11.207185 | 10155301950001 | Ladda upp en bild av detta fornminne      |
| Hogdal 195:2                           | Hällristning                |              | Hogdal, Bohuslän    |       | 59.064049, 11.207028 | 10155301950002 | Ladda upp en bild av detta fornminne      |
| Hogdal 196:1                           | Hällristning                |              | Hogdal, Bohuslän    |       | 59.067172, 11.213167 | 10155301960001 | Ladda upp en bild av detta fornminne      |
| Hogdal 197:1                           | Hällristning                |              | Hogdal, Bohuslän    |       | 59.066518, 11.211597 | 10155301970001 | Ladda upp en bild av detta fornminne      |
| Hogdal 198:1                           | Hällristning                |              | Hogdal, Bohuslän    |       | 59.013664, 11.172735 | 10155301980001 | Ladda upp en bild av detta fornminne      |
| Hogdal 199:1                           | Hällristning                |              | Hogdal, Bohuslän    |       | 59.025239, 11.201805 | 10155301990001 | Ladda upp en bild av detta fornminne      |
| Hogdal 200:1                           | Hällristning                |              | Hogdal, Bohuslän    |       | 59.048822, 11.220398 | 10155302000001 | Ladda upp en bild av detta fornminne      |
| Hogdal 200:2                           | Hällristning                |              | Hogdal, Bohuslän    |       | 59.048741, 11.220202 | 10155302000002 | Ladda upp en bild av detta fornminne      |
| Hogdal 200:3                           | Hällristning                |              | Hogdal, Bohuslän    |       | 59.048617, 11.220642 | 10155302000003 | Ladda upp en bild av detta fornminne      |
| Hogdal 205:1                           | Hällristning                |              | Hogdal, Bohuslän    |       | 59.065060, 11.203239 | 10155302050001 | Ladda upp en bild av detta fornminne      |
| Hogdal 205:2                           | Hällristning                |              | Hogdal, Bohuslän    |       | 59.064950, 11.203374 | 10155302050002 | Ladda upp en bild av detta fornminne      |
| Hogdal 206:1                           | Hällristning                |              | Hogdal, Bohuslän    |       | 59.062752, 11.215158 | 10155302060001 | Ladda upp en bild av detta fornminne      |
| Hogdal 207:1                           | Hällristning                |              | Hogdal, Bohuslän    |       | 59.056635, 11.205808 | 10155302070001 | Ladda upp en bild av detta fornminne      |
| Hogdal 207:2                           | Hällristning                |              | Hogdal, Bohuslän    |       | 59.056733, 11.206002 | 10155302070002 | Ladda upp en bild av detta fornminne      |
| Hogdal 207:3                           | Hällristning                |              | Hogdal, Bohuslän    |       | 59.056742, 11.205789 | 10155302070003 | Ladda upp en bild av detta fornminne      |
| Hogdal 209:1                           | Hällristning                |              | Hogdal, Bohuslän    |       | 59.059452, 11.208888 | 10155302090001 | Ladda upp en bild av detta fornminne      |
| Hogdal 209:2                           | Hällristning                |              | Hogdal, Bohuslän    |       | 59.059198, 11.209437 | 10155302090002 | Ladda upp en bild av detta fornminne      |
| Karl XII:s häll. (Hogdal 210:1)        | Hällristning                |              | Hogdal, Bohuslän    |       | 59.056358, 11.210537 | 10155302100001 | Ladda upp en bild av detta fornminne      |
| Hogdal 211:1                           | Hällristning                |              | Hogdal, Bohuslän    |       | 59.013271, 11.184174 | 10155302110001 | Ladda upp en bild av detta fornminne      |
| Hogdal 212:1                           | Hällristning                |              | Hogdal, Bohuslän    |       | 59.012182, 11.181105 | 10155302120001 | Ladda upp en bild av detta fornminne      |
| Hogdal 213:1                           | Hällristning                |              | Hogdal, Bohuslän    |       | 59.012027, 11.179872 | 10155302130001 | Ladda upp en bild av detta fornminne      |
| Hogdal 214:1                           | Hällristning                |              | Hogdal, Bohuslän    |       | 59.008622, 11.192225 | 10155302140001 | Ladda upp en bild av detta fornminne      |
| Hogdal 214:2                           | Hällristning                |              | Hogdal, Bohuslän    |       | 59.008567, 11.192360 | 10155302140002 | Ladda upp en bild av detta fornminne      |
| Hogdal 215:1                           | Hällristning                |              | Hogdal, Bohuslän    |       | 59.056699, 11.222119 | 10155302150001 | Ladda upp en bild av detta fornminne      |
| Hogdal 216:1                           | Hällristning                |              | Hogdal, Bohuslän    |       | 59.056247, 11.226982 | 10155302160001 | Ladda upp en bild av detta fornminne      |
| Hogdal 217:1                           | Hällristning                |              | Hogdal, Bohuslän    |       | 59.062042, 11.208861 | 10155302170001 | Ladda upp en bild av detta fornminne      |
| Hogdal 217:2                           | Hällristning                |              | Hogdal, Bohuslän    |       | 59.061860, 11.208192 | 10155302170002 | Ladda upp en bild av detta fornminne      |
| Hogdal 218:1                           | Hällristning                |              | Hogdal, Bohuslän    |       | 59.057115, 11.221980 | 10155302180001 | Ladda upp en bild av detta fornminne      |
| Hogdal 218:2                           | Hällristning                |              | Hogdal, Bohuslän    |       | 59.056995, 11.222105 | 10155302180002 | Ladda upp en bild av detta fornminne      |
| Hogdal 219:1                           | Hällristning                |              | Hogdal, Bohuslän    |       | 59.056711, 11.217101 | 10155302190001 | Ladda upp en bild av detta fornminne      |
| Hogdal 220:1                           | Hällristning                |              | Hogdal, Bohuslän    |       | 59.053677, 11.217673 | 10155302200001 | Ladda upp en bild av detta fornminne      |
| Hogdal 221:1                           | Hällristning                |              | Hogdal, Bohuslän    |       | 59.053501, 11.217563 | 10155302210001 | Ladda upp en bild av detta fornminne      |
| Hogdal 222:1                           | Hällristning                |              | Hogdal, Bohuslän    |       | 59.056668, 11.214697 | 10155302220001 | Ladda upp en bild av detta fornminne      |
| Hogdal 223:1                           | Hällristning                |              | Hogdal, Bohuslän    |       | 59.060405, 11.201949 | 10155302230001 | Ladda upp en bild av detta fornminne      |
| Hogdal 223:2                           | Hällristning                |              | Hogdal, Bohuslän    |       | 59.060405, 11.201949 | 10155302230002 | Ladda upp en bild av detta fornminne      |
| Hogdal 224:1                           | Hällristning                |              | Hogdal, Bohuslän    |       | 59.064199, 11.213065 | 10155302240001 | Ladda upp en bild av detta fornminne      |
| Hogdal 224:2                           | Hällristning                |              | Hogdal, Bohuslän    |       | 59.064328, 11.212845 | 10155302240002 | Ladda upp en bild av detta fornminne      |
| Hogdal 225:1                           | Hällristning                |              | Hogdal, Bohuslän    |       | 59.007205, 11.181573 | 10155302250001 | Ladda upp en bild av detta fornminne      |
| Hogdal 226:1                           | Hällristning                |              | Hogdal, Bohuslän    |       | 59.007495, 11.177998 | 10155302260001 | Ladda upp en bild av detta fornminne      |
| Hogdal 226:2                           | Hällristning                |              | Hogdal, Bohuslän    |       | 59.007562, 11.177950 | 10155302260002 | Ladda upp en bild av detta fornminne      |
| Hogdal 226:3                           | Hällristning                |              | Hogdal, Bohuslän    |       | 59.007545, 11.178101 | 10155302260003 | Ladda upp en bild av detta fornminne      |
| Hogdal 226:4                           | Hällristning                |              | Hogdal, Bohuslän    |       | 59.007440, 11.178071 | 10155302260004 | Ladda upp en bild av detta fornminne      |
| Hogdal 227:1                           | Hällristning                |              | Hogdal, Bohuslän    |       | 59.005158, 11.169317 | 10155302270001 | Ladda upp en bild av detta fornminne      |
| Hogdal 228:1                           | Hällristning                |              | Hogdal, Bohuslän    |       | 59.004325, 11.168705 | 10155302280001 | Ladda upp en bild av detta fornminne      |
| Hogdal 228:2                           | Hällristning                |              | Hogdal, Bohuslän    |       | 59.004529, 11.168803 | 10155302280002 | Ladda upp en bild av detta fornminne      |
| Hogdal 229:1                           | Hällristning                |              | Hogdal, Bohuslän    |       | 59.007579, 11.163166 | 10155302290001 | Ladda upp en bild av detta fornminne      |
| Hogdal 230:1                           | Hällristning                |              | Hogdal, Bohuslän    |       | 59.016327, 11.177914 | 10155302300001 | Ladda upp en bild av detta fornminne      |
| Hogdal 231:1                           | Hällristning                |              | Hogdal, Bohuslän    |       | 59.015945, 11.175215 | 10155302310001 | Ladda upp en bild av detta fornminne      |
| Hogdal 232:1                           | Hällristning                |              | Hogdal, Bohuslän    |       | 59.020405, 11.187146 | 10155302320001 | Ladda upp en bild av detta fornminne      |
| Hogdal 233:2                           | Hällristning                |              | Hogdal, Bohuslän    |       | 59.023185, 11.184761 | 10155302330002 | Ladda upp en bild av detta fornminne      |
| Hogdal 233:3                           | Hällristning                |              | Hogdal, Bohuslän    |       | 59.023153, 11.184626 | 10155302330003 | Ladda upp en bild av detta fornminne      |
| Hogdal 234:1                           | Hällristning                |              | Hogdal, Bohuslän    |       | 59.021556, 11.194311 | 10155302340001 | Ladda upp en bild av detta fornminne      |
| Hogdal 235:1                           | Hällristning                |              | Hogdal, Bohuslän    |       | 59.025632, 11.192024 | 10155302350001 | Ladda upp en bild av detta fornminne      |
| Hogdal 235:2                           | Hällristning                |              | Hogdal, Bohuslän    |       | 59.025609, 11.191852 | 10155302350002 | Ladda upp en bild av detta fornminne      |
| Hogdal 235:3                           | Hällristning                |              | Hogdal, Bohuslän    |       | 59.025537, 11.191772 | 10155302350003 | Ladda upp en bild av detta fornminne      |
| Hogdal 239:1                           | Hällristning                |              | Hogdal, Bohuslän    |       | 59.007187, 11.168468 | 10155302390001 | Ladda upp en bild av detta fornminne      |
| Hogdal 239:2                           | Hällristning                |              | Hogdal, Bohuslän    |       | 59.007237, 11.168600 | 10155302390002 | Ladda upp en bild av detta fornminne      |
| Hogdal 240:1                           | Hällristning                |              | Hogdal, Bohuslän    |       | 59.006595, 11.176676 | 10155302400001 | Ladda upp en bild av detta fornminne      |
| Hogdal 241:1                           | Hällristning                |              | Hogdal, Bohuslän    |       | 59.007233, 11.179948 | 10155302410001 | Ladda upp en bild av detta fornminne      |
| Hogdal 242:1                           | Hällristning                |              | Hogdal, Bohuslän    |       | 59.013372, 11.182800 | 10155302420001 | Ladda upp en bild av detta fornminne      |
| Hogdal 243:1                           | Hällristning                |              | Hogdal, Bohuslän    |       | 59.022584, 11.182667 | 10155302430001 | Ladda upp en bild av detta fornminne      |
| Hogdal 244:1                           | Hällristning                |              | Hogdal, Bohuslän    |       | 59.023020, 11.183250 | 10155302440001 | Ladda upp en bild av detta fornminne      |
| Hogdal 244:2                           | Hällristning                |              | Hogdal, Bohuslän    |       | 59.023284, 11.183334 | 10155302440002 | Ladda upp en bild av detta fornminne      |
| Hogdal 245:1                           | Hällristning                |              | Hogdal, Bohuslän    |       | 59.022353, 11.186780 | 10155302450001 | Ladda upp en bild av detta fornminne      |
| Hogdal 246:1                           | Hällristning                |              | Hogdal, Bohuslän    |       | 59.022731, 11.188191 | 10155302460001 | Ladda upp en bild av detta fornminne      |
| Hogdal 247:1                           | Hällristning                |              | Hogdal, Bohuslän    |       | 59.021066, 11.195102 | 10155302470001 | Ladda upp en bild av detta fornminne      |
| Hogdal 248:1                           | Hällristning                |              | Hogdal, Bohuslän    |       | 59.053610, 11.207410 | 10155302480001 | Ladda upp en bild av detta fornminne      |
| Hogdal 249:1                           | Hällristning                |              | Hogdal, Bohuslän    |       | 59.054607, 11.227724 | 10155302490001 | Ladda upp en bild av detta fornminne      |
| Hogdal 250:1                           | Hällristning                |              | Hogdal, Bohuslän    |       | 59.054054, 11.222539 | 10155302500001 | Ladda upp en bild av detta fornminne      |
| Hogdal 251:1                           | Stensättning                |              | Hogdal, Bohuslän    |       | 58.994989, 11.155461 | 10155302510001 | Ladda upp en bild av detta fornminne      |
| Hogdal 253:1                           | Stensättning                |              | Hogdal, Bohuslän    |       | 58.997937, 11.164533 | 10155302530001 | Ladda upp en bild av detta fornminne      |
| Hogdal 254:1                           | Röse                        |              | Hogdal, Bohuslän    |       | 59.001019, 11.141123 | 10155302540001 | Ladda upp en bild av detta fornminne      |
| Hogdal 257:1                           | Röse                        |              | Hogdal, Bohuslän    |       | 59.000434, 11.182106 | 10155302570001 | Ladda upp en bild av detta fornminne      |
| Hogdal 261:1                           | Stensättning                |              | Hogdal, Bohuslän    |       | 59.011945, 11.189540 | 10155302610001 | Ladda upp en bild av detta fornminne      |
| Hogdal 262:1                           | Röse                        |              | Hogdal, Bohuslän    |       | 59.012807, 11.190201 | 10155302620001 | Ladda upp en bild av detta fornminne      |
| Hogdal 265:1                           | Stensättning                |              | Hogdal, Bohuslän    |       | 58.993880, 11.113718 | 10155302650001 | Ladda upp en bild av detta fornminne      |
| Karl den XII:s skansar? (Hogdal 266:1) | Röse                        |              | Hogdal, Bohuslän    |       | 58.993712, 11.111886 | 10155302660001 | Ladda upp en bild av detta fornminne      |
| Karl den XII:s skansar? (Hogdal 266:2) | Röse                        |              | Hogdal, Bohuslän    |       | 58.993929, 11.111272 | 10155302660002 | Ladda upp en bild av detta fornminne      |
| Hogdal 267:1                           | Stensättning                |              | Hogdal, Bohuslän    |       | 58.998652, 11.134337 | 10155302670001 | Ladda upp en bild av detta fornminne      |
| Hogdal 267:2                           | Stensättning                |              | Hogdal, Bohuslän    |       | 58.998497, 11.134272 | 10155302670002 | Ladda upp en bild av detta fornminne      |
| Hogdal 272:1                           | Gravfält                    |              | Hogdal, Bohuslän    |       | 59.016692, 11.187831 | 10155302720001 | Ladda upp en bild av detta fornminne      |
| Hogdal 276:1                           | Röse                        |              | Hogdal, Bohuslän    |       | 59.018088, 11.173583 | 10155302760001 | Ladda upp en bild av detta fornminne      |
| Hogdal 277:1                           | Stensättning                |              | Hogdal, Bohuslän    |       | 59.015501, 11.178678 | 10155302770001 | Ladda upp en bild av detta fornminne      |
| Hogdal 280:1                           | Stensättning                |              | Hogdal, Bohuslän    |       | 59.017958, 11.168284 | 10155302800001 | Ladda upp en bild av detta fornminne      |
| Hogdal 282:1                           | Stensättning                |              | Hogdal, Bohuslän    |       | 59.020560, 11.166883 | 10155302820001 | Ladda upp en bild av detta fornminne      |
| Hogdal 283:1                           | Stensättning                |              | Hogdal, Bohuslän    |       | 59.014137, 11.197167 | 10155302830001 | Ladda upp en bild av detta fornminne      |
| Hogdal 284:1                           | Stensättning                |              | Hogdal, Bohuslän    |       | 59.017506, 11.189024 | 10155302840001 | Ladda upp en bild av detta fornminne      |
| Hogdal 287:1                           | Stensättning                |              | Hogdal, Bohuslän    |       | 59.027364, 11.196000 | 10155302870001 | Ladda upp en bild av detta fornminne      |
| Hogdal 295:1                           | Röse                        |              | Hogdal, Bohuslän    |       | 59.005873, 11.235930 | 10155302950001 | Ladda upp en bild av detta fornminne      |
| Hogdal 297:1                           | Stensättning                |              | Hogdal, Bohuslän    |       | 59.000417, 11.263774 | 10155302970001 | Ladda upp en bild av detta fornminne      |
| Hogdal 299:1                           | Hög                         |              | Hogdal, Bohuslän    |       | 59.016721, 11.179514 | 10155302990001 | Ladda upp en bild av detta fornminne      |
| Hogdal 299:2                           | Stensättning                |              | Hogdal, Bohuslän    |       | 59.016419, 11.179383 | 10155302990002 | Ladda upp en bild av detta fornminne      |
| Hogdal 328:1                           | Stensättning                |              | Hogdal, Bohuslän    |       | 59.074742, 11.230376 | 10155303280001 | Ladda upp en bild av detta fornminne      |
| Hogdal 328:2                           | Stensättning                |              | Hogdal, Bohuslän    |       | 59.074827, 11.230659 | 10155303280002 | Ladda upp en bild av detta fornminne      |
| Hogdal 329:1                           | Stensättning                |              | Hogdal, Bohuslän    |       | 59.074655, 11.236160 | 10155303290001 | Ladda upp en bild av detta fornminne      |
| Hogdal 330:1                           | Stensättning                |              | Hogdal, Bohuslän    |       | 59.071961, 11.244664 | 10155303300001 | Ladda upp en bild av detta fornminne      |
| Hogdal 337:1                           | Röse                        |              | Hogdal, Bohuslän    |       | 59.074314, 11.205689 | 10155303370001 | Ladda upp en bild av detta fornminne      |
| Hogdal 341:1                           | Stensättning                |              | Hogdal, Bohuslän    |       | 59.052998, 11.211268 | 10155303410001 | Ladda upp en bild av detta fornminne      |
| Hogdal 358:1                           | Stensättning                |              | Hogdal, Bohuslän    |       | 59.016246, 11.187618 | 10155303580001 | Ladda upp en bild av detta fornminne      |
| Hogdal 358:2                           | Stensättning                |              | Hogdal, Bohuslän    |       | 59.016197, 11.187730 | 10155303580002 | Ladda upp en bild av detta fornminne      |
| Hogdal 360:1                           | Stensättning                |              | Hogdal, Bohuslän    |       | 59.013184, 11.183768 | 10155303600001 | Ladda upp en bild av detta fornminne      |
| Hogdal 387:1                           | Stensättning                |              | Hogdal, Bohuslän    |       | 59.046158, 11.212226 | 10155303870001 | Ladda upp en bild av detta fornminne      |
| Hogdal 397:1                           | Gravfält                    |              | Hogdal, Bohuslän    |       | 59.073543, 11.254768 | 10155303970001 | Ladda upp en bild av detta fornminne      |
| Hogdal 401:2                           | Stensättning                |              | Hogdal, Bohuslän    |       | 59.081038, 11.246236 | 10155304010002 | Ladda upp en bild av detta fornminne      |
| Hogdal 448                             | Stensättning                |              | Hogdal, Bohuslän    |       | 59.001112, 11.135958 | 12000000028836 | Ladda upp en bild av detta fornminne      |